# Montigny-le-Tilleul
Montigny-le-Tilleullà một đô thị ở tỉnh Hainaut. Tại thời điểm ngày 1 tháng 1 năm 2006 Montigny-le-Tilleul có dân số 10.205 người. Tổng diện tích là 15,10 km² với mật độ dân số là 676 người trên mỗi km².

## Cư dân nổi bật
- Jules Hiernaux, nhà chính trị (1881-1944)